# Aralosaurus
Aralosaurus là một chi khủng long, được Rozhdestvensky mô tả khoa học năm 1968.